# بوشنوية هونيانية
بوشنوية هونيانية (الاسم العلمي:Buchenavia hoehneana) هي نوع من النباتات يتبع جنس البوشنوية من الفصيلة القمبريطية.